# Arvid Bergman
Arvid Mathias Bergman, född 15 januari 1872 i Linköping, död 4 augusti 1923 i Stockholm, var en svensk veterinär och bakteriolog.
Bergman blev filosofie licentiat 1893 och tog en veterinärexamen 1898. Därefter blev han lärare vid Alnarps lantbruksinstitut 1901 och veterinärdirektör för Malmö slakthus 1903. År 1911 blev han professor och chef för Statens veterinärbakteriologiska anstalt och 1918 medicine hedersdoktor i Lund. 
Bergman utgav en mängd vetenskapliga avhandlingar i zoologiska, speciellt entomologiska, i djurfysiologiska och i veterinärmedicinska ämnen, samt företog flera utrikes studieresor med offentligt uppdrag, bland annat till Sydamerika för att studera köttfrysning.
Arvid Bergman är begravd på Norra begravningsplatsen utanför Stockholm.